# Тураш
Тура́ш (ранее Траш; укр. Тураш, крымскотат. Turaş, Тураш) — исчезнувшее село в Раздольненском районе Республики Крым, располагавшееся на юго-западе района, у границы с Сакским, в Каймачинской балке степного Крыма, примерно в 3-х километрах юго-западнее современного села Чехово.

### Динамика численности населения
| - 1806 год — 70 чел. - 1864 год — 7 чел. - 1892 год — 0 чел. | - 1900 год — 132 чел. - 1915 год — 107/11 чел. - 1926 год — 126 чел. |

## История
Первое документальное упоминание села встречается в Камеральном Описании Крыма… 1784 года, судя по которому, в последний период Крымского ханства Тыраш входил в Шейхелский кадылык Козловского каймаканства. После присоединения Крыма к России (8) 19 апреля 1783 года, (8) 19 февраля 1784 года, именным указом Екатерины II сенату, на территории бывшего Крымского ханства была образована Таврическая область и деревня была приписана к Евпаторийскому уезду. После павловских реформ, с 1796 по 1802 год входила в Акмечетский уезд Новороссийской губернии. По новому административному делению, после создания 8 (20) октября 1802 года Таврической губернии, Тураш был включён в состав Хоротокиятской волости Евпаторийского уезда.
По Ведомости о волостях и селениях, в Евпаторийском уезде с показанием числа дворов и душ… от 19 апреля 1806 года в деревне Тураш числилось 10 дворов и 70 крымских татар. На военно-топографической карте генерал-майора Мухина 1817 года деревня Траш обозначена с теми же 10 дворами. После реформы волостного деления 1829 года Тураш, согласно «Ведомости о казённых волостях Таврической губернии 1829 года» отнесли к Аксакал-Меркитской волости (переименованной из Хоротокиятской). На карте 1836 года в деревне 11 дворов. Затем, видимо, в результате эмиграции крымских татар, деревня заметно опустела и на карте 1842 года деревня Тураш обозначена условным знаком «малая деревня», то есть, менее 5 дворов.
В 1860-х годах, после земской реформы Александра II, деревню приписали к Курман-Аджинской волости. Согласно «Памятной книжке Таврической губернии за 1867 год», деревня была покинута жителями, вследствие эмиграции крымских татар, особенно массовой после Крымской войны 1853—1856 годов, в Турцию и лежала в развалинах, а у деревни действовала экономия без поселенцев. В «Списке населённых мест Таврической губернии по сведениям 1864 года», составленном по результатам VIII ревизии 1864 года, Тураш — владельческая деревня, с 1 двором и 7 жителями при балкѣ Донузлавѣ. По обследованиям профессора А. Н. Козловского 1867 года, вода в колодцах деревни Траш была пресная, а их глубина колебалась от 10 до 15 саженей (21—33 м). На трехверстовой карте Шуберта 1865—1876 года обозначен хутор Тураш без указания числа дворов. На верстовой карте 1890 года в Тураше обозначено 16 дворов с немецким населением, а в «…Памятной книжке Таврической губернии на 1892 год» о деревне Тураш, входившей в Дениз-Байчинский участок, никаких сведений, кроме названия, не приведено. Сохранился документ о выдаче ссуды неким Кржижевским, Бош, Куну и др. под залог имения при деревнях Тураш и разорённых Каясты и Токчарлы от 1890 года.
Земская реформа 1890-х годов в Евпаторийском уезде прошла после 1892 года, в результате Тураш приписали к Агайской волости.
По «…Памятной книжке Таврической губернии на 1900 год» в деревне числилось 132 жителя в 9 дворах. Судя по доступным историческим документам, в начале XX века в деревне была образована колония крымских немцев католиков. По Статистическому справочнику Таврической губернии. Ч.II-я. Статистический очерк, выпуск пятый Евпаторийский уезд, 1915 год, в деревне Тураш Агайской волости Евпаторийского уезда числилось 14 дворов со смешанным населением (10 дворов с землёй, 4 — безземельные) в количестве 107 человек приписных жителей и 11 — «посторонних», из которых 61 мужчина и 57 женщин. Жители владели 1200 десятинами удобной земли. В хозяйствах имелось 160 лошадей, 36 волов, 29 коров и 350 голов мелкого скота.
После установления в Крыму Советской власти, по постановлению Крымревкома от 8 января 1921 года № 206 «Об изменении административных границ» была упразднена волостная система и село вошло в состав Бакальского района Евпаторийского уезда, а в 1922 году уезды получили название округов. 11 октября 1923 года, согласно постановлению ВЦИК, в административное деление Крымской АССР были внесены изменения, в результате которых округа были отменены, Бакальский район упразднён и село вошло в состав Евпаторийского района. Согласно Списку населённых пунктов Крымской АССР по Всесоюзной переписи 17 декабря 1926 года, в совхозе Тураш, Агайского сельсовета Евпаторийского района, числилось 17 дворов, из них 16 крестьянских, население составляло 126 человек, из них 94 немца и 32 русских, действовала немецкая школа. После создания 15 сентября 1931 года Фрайдорфского (переименованного в 1944 году в Новосёловский) еврейского национального (лишённого статуса национального постановлением Оргбюро ЦК КПСС от 20 февраля 1939 года) района Тураш включили в его состав. Время исчезновения села пока не установлено: на карте Генштаба Красной армии 1938 года Тураш ещё обозначен, а уже на двухкилометровке РККА 1942 года обозначены развалины.